# 정신질환 진단 및 통계 편람

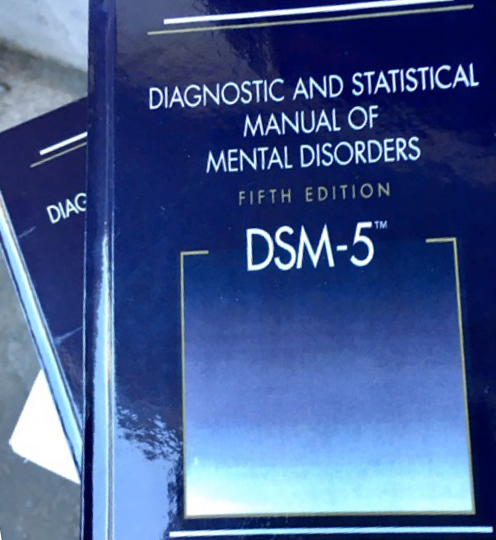

정신질환 진단 및 통계 편람(Diagnostic and Statistical Manual of Mental Disorders, DSM)은 미국정신의학협회(American Psychiatric Association)가 출판하는 서적으로, 정신질환의 진단에 있어 가장 널리 사용되고 있다. 비슷한 목적으로 많이 사용되는 책으로는 세계보건기구(WHO)의 국제질병분류(International Statistical Classification of Diseases and Related Health Problems, ICD)가 있는데, DSM은 정신질환에 집중하는 반면 모든종류의 질병을 다루는 ICD에서는 F00~F99까지를 내용으로하는 정신 및 행동 장애(Mental and behavioural disorders)에 관한 것이다. ICD는 정신질환 뿐만 아니라 포괄적인 질병을 전체적으로 다룬다는 점에서 특징이 있다. 양쪽 모두 독자가 기본적인 의학적 개념들을 인지하는 것으로 가정하고, 질병을 체계적으로 진단하기 위한 기준들을 제시한다.
DSM은 처음 출판된 뒤 II, III, III-R, IV, IV-TR, 5판 등으로 여섯 차례 개정되었다. DSM-5는 2013년5월 배포된 다섯번째 개정판이다.
DSM-IV-TR에서는, 해당 편람은 정신건강 분야의 전문가들을 위해 만들어졌으므로, 의학적 훈련을 받지 않은 사람은 편람의 내용을 부적절하게 적용할 수 있다고 명시하고 있다. 저자들에 따르면, 일반인이 DSM을 사용할 경우 진단을 내리는 용도가 아닌 단순히 정보를 얻는 용도로만 사용해야 하며, 정신장애가 있는 것으로 의심되는 사람은 정신건강의학과 의사와의 전문적인 상담이나 치료를 받을 필요가 있다고 지적하였다.

## DSM 분류
DSM 분류(장애 기준-17개 범주)
정신이상(Psychotic Disorders)
감정장애(Mood Disorders)
불안장애 (Anxiety Disorders)
해리장애(Dissociative Disorders)
신체형통증장애(Somatoform Disorders)
인격장애(Personality Disorders)
성적장애(Sexual Disorders)
섭식장애(eating Disorders)
수면장애(Sleep Disorders)
적응장애(Adjustment Disorders)
충동조절장애(Impulse-Control Disorders)
인위성 장애 (Factitious Disorders)
약물사용장애 (Substance Use Disorders)
치매등 인지장애
아동및청소년장애
기타미분류장애
임상적관심대상의 기타장애

## ICD와 DSM
ICD와 DSM은 서로간의 변화에 대해 영향을 평가하고 이를 업데이트에 반영하려는 지속적인 노력을 기울이고 있다. ICD-10에 기초해 미국 보건의료재정청(Health
Care Financing Administration, HCFA)과 미국 질병관리본부 보건통계청(National Center for Health Statistics,NCHS)이 개정 및 제공하는 ICD-10-CM의 2019년 버전에는 지난 1년 내에 승인된 의료 조건에 대한 새 코드, 업데이트된 코드 또는 삭제된 코드가 포함되어 있다. 이러한 변화의 일부는 정신 장애와 관련이 깊으며 따라서 DSM-5의 업데이트를 위한 장애분류에따른 코딩에 영향을 미치고있다.

## 같이 보기
- DSM-5
- KCD(한국표준질병사인분류)